# Il cavernicolo
Il cavernicolo (Caveman) è una commedia slapstick del 1981 diretta da Carl Gottlieb.

## Trama
Atouk è un cavernicolo magro e vittima di bullismo che vive nell' “Uno Zilione A.C. – 9 ottobre”. Desidera ardentemente la bella ma superficiale Lana, compagna di Tonda, il leader prepotente e brutale della loro tribù. Dopo essere stato bandito insieme al suo amico Lar, Atouk si unisce a un gruppo di disadattati, tra cui la bella Tala e l'anziano e cieco Gog. Il gruppo ha continui incontri con dinosauri affamati e salva Lar da una “era glaciale vicina”, dove incontrano uno yeti. Nel corso di queste avventure, scoprono i sedativi e il fuoco, inventano la cucina, la musica e le armi e imparano a camminare completamente eretti. Atouk usa questi progressi per guidare un attacco contro Tonda, rovesciandolo e diventando il nuovo capo della tribù. Rifiuta Lana e prende Tala come sua compagna.